# Шёнвёлькау
Шёнвёлькау (нем. Schönwölkau) — община в Германии, в земле Саксония. Подчиняется административному округу Лейпциг. Входит в состав района Северная Саксония. Подчиняется управлению Кростиц.
Население составляет 2546 человек (на 31 декабря 2010 года). Занимает площадь 49,15 км².
Община подразделяется на 5 сельских округов.

## Население
| Год  | Численность | Численность |
| ---- | ----------- | ----------- |
| 2017 | 2464        | [ 1 ]       |
| 2019 | 2537        | [ 3 ]       |
| 2021 | 2612        | [ 4 ]       |
| 2022 | 2685        | [ 5 ]       |
| 2023 | 2733        | [ 2 ]       |